# Мільман Давид Пінхусович
Дави́д Пі́нхусович Мі́льман (4 січня 1913, Чечельник Ольгопільського повіту Подільської губернії — † 12 липня 1982, Тель-Авів) — український та ізраїльський математик, дослідник в галузі функціонального аналізу, зокрема теорії операторів; кандидат фізико-математичних наук.

## Життєпис
Д. П. Мільман народився 4 січня 1913 року в родині власника взуттєвого магазину та дочки рабина Чечельника. Навчався в хедері, українській початковій школі.
З 1926 року навчався в хімічній професійній школі Чечельника (в одному класі з І. М. Гельфандом, 1928 року обидва виключені як діти нетрудового елементу). З 1929 року з батьками жив в Одесі.
В 1934 році закінчив фізико-математичний факультет Одеського державного університету, а у 1939 році — аспірантуру під керівництвом М. Г. Крейна.
У 1934—1936 роках був асистенотом кафедри загальної математики Одеського університету.
В 1939 році захистив дисертацію «Деякі властивості регулярних просторів і регулярно-замкнених множин» на здобуття наукового ступеня кандидата фізико-математичних наук. Згодом привоєно вчене звання доцента. В 1939—1940 роках працював доцентом кафедри математики в Одеському індустріальному інституті. викладав також в Одеському університеті, У 1940—1941 роках був докторантом Інституту математики Академії Наук СРСР.
Під час нацистської навали, перебуваючи в евакуації у Середній Азії, в 1943—1944 роках завідував кафедрою математики Одеського педагогічного інституту у Байрам-Алі.
З поверненням до Одеси в 1944—1945 роках був доцентом кафедри математики Одеського гідрометеоролічного інституту, в 1946—1950 роках викладав в Одеському державному педагогічному інституті імені К. Д. Ушинського.
Протягом 1945—1973 років працював доцентом кафедри математики Одеського електротехнічного інституту зв'язку імені О. С, Попова., у 1948—1965 роках завідував кафедрою.
У 1973 році вийшов на пенсію та емігрував до Ізраїлю, де працював професором в Тель-Авівському університеті, продовжуючи дослідження простору Банаха.
Помер 12 липня 1982 року в Ізраїлі.

## Наукова діяльність
В 1940 році разом з М. Г. Крейном довів теорему Крейна-Мільмана в галузі випуклого аналізу лінійних топологічних просторів.
Його праці 1930-х років поклали початок геометричному дослідженню безмежних нормованих просторів, тоді ним та В. Л. Шмульяном запроваджено у використанні термін Банахів простір (замість запропонованого самим Банахом В-простору).
У 1948 році спільно з М. С. Бродським ввів поняття нормальної структури та пов'язані з ним теореми про нерухому точку.
Також розробив теорему про продовження сублінійних функціоналів, включаючи всі три фундаментальні теореми Банаха.
Докторська дисертація «Метод екстремальних точок та центрів» не була затверджена Вищою атестаційною комісією.
Є автором понад 40 опублікованих праць

### Праці
- Разделения нелинейных функционалов и их линейные продолжения/ Д. П. Мильман // Известия Академии Наук СССР. Серия математическая. — 1963. — Т. 27, вып. 6. — С. 1189—1210.  http://mi.mathnet.ru/rus/izv/v27/i6/p1189
- Постановка и способы решений общей граничной задачи теории операторов в аспекте функционального анализа. Задачи типа Коши и Дирихле/ Д. П. Мильман // Доклады Академии Наук СССР. — 1965. — Т. 161, № 6. — С. 1278—1281. http://mi.mathnet.ru/rus/dan/v161/i6/p1278
- Граневая характеристика выпуклых множеств; экстремальные элементы/ Д. П. Мильман // Труды Московского математического общества. — 1970. — Т. 22. — С. 63 — 126.  http://mi.mathnet.ru/rus/mmo/v22/p63

## Родина
- Сини: Віталій Мільман — математик, професор Тель-Авівського університету, П'єр Мільман — професор Торонтського університету, Володимир Мільман — математик.
- Онук: Емануель Мільман — математик, викладає в Техніоні;